# Zentralabteilung Vereinigte Arbeitsfront des Zentralkomitees der Kommunistischen Partei Chinas
Die Zentralabteilung Vereinigte Arbeitsfront des Zentralkomitees der Kommunistischen Partei Chinas (chinesisch: 中共中央统战部) ist eine Agentur unter der Anordnung des Zentralkomitees der Kommunistischen Partei Chinas. Ihre Hauptaufgabe besteht darin, die Beziehungen zur nichtkommunistischen Parteielite zu verwalten, einschließlich Einzelpersonen und Organisationen, die soziale, kommerzielle oder akademische Einflüsse haben oder die wichtige Interessengruppen innerhalb und außerhalb Chinas vertreten. Damit will die Vereinigte Arbeitsfront sicherstellen, dass diese Gruppen die Regeln der KPCh unterstützen und ihr nützlich sind.

## Geschichte
Die Abteilung wurde während des Chinesischen Bürgerkrieges gegründet und 1979 unter Deng Xiaoping wiederhergestellt.
Die Vereinigte Arbeitsfront entstand 1942 als Amt innerhalb des Zentralkomitees der KPCh. Der Hauptsitz befindet sich vermutlich in der 135 Fuyou Straße, Bezirk Xicheng in Peking. Die Vereinigte Arbeitsfront macht und implementiert Pläne, erteilt Vorschläge und Beratung für die Einheitsarbeit und überwacht die Umsetzung, entsprechend den Anforderungen des Zentralkomitees.
Cheng Ganyuan (ehemaliger Agent der Vereinigte Arbeitsfront) erwähnte gegenüber der Epoch Times, dass die Vereinigte Arbeitsfront als Organisation kein Äquivalent in westlichen Ländern habe. Doch würde es seinen Gründern effektiv dienen, indem es die „Schwächen der menschlichen Natur“ ausnutze, und das seit seiner Existenz. Cheng erwähnte, dass Missionen der Vereinigte Arbeitsfront „Menschen und nicht Informationen ins Visier nehmen“.

### Bürgerkrieg und Machtgewinn
Siehe auch: Erste Einheitsfront und Zweite Einheitsfront
Die Einheitsfrontpolitik wurde vor der Befreiung in zwei Zeitperioden benutzt, nämlich von 1924 bis 1927 und von 1936 bis 1945, als die Kommunistische Partei Chinas mit der Kuomintang zusammenarbeitete, um die Japaner zu besiegen. Die einfachste Formulierung der Einheitsfrontarbeit damals war, „so viele Verbündete wie möglich zu sammeln, um [...] einen gemeinsamen Feind zu besiegen“.
In den frühen Jahren ergab sich im Rahmen der Einheitsfrontpolitik eine Zusammenarbeit der KPCh mit „unzufriedenen Kriegsherren, religiösen Gläubigen, ethnischen Minderheiten, im Ausland lebenden Chinesen und kleinen Parteien und Gruppen“, das heißt Frontgruppen, die für die Kommunistische Partei demokratisch erschienen. Die Partei arbeitete gegen die Kuomintang in Kombination mit militärischer Gewalt, „ideologischer Arbeit“ und Allianzbau, die schließlich den Feind isolierten.
Die Propagandisten der Kommunistischen Partei konnten in China „kleine Parteien und Gruppen“ davon überzeugen, dass die Nationalisten „illegitim und repressiv seien, während die Kommunistische Partei Fortschritt, Einheit und Demokratie verkörpern würde“.
Nach der Machtergreifung wurden im Rahmen von Einheitsfrontstrategien neue kommunistische Intellektuelle ausgebildet. Um die sogenannten „bürgerlichen und idealistischen politischen Überzeugungen“ durch den Glauben an „Klassenkampf und revolutionäre Veränderung“ zu beseitigen, wurde das System der „Kritik und Selbstkritik“ eingesetzt. Die Kommunistische Partei Chinas verlangte von den Intellektuellen, dass sie „an Klassenkampf und revolutionäre Veränderung glauben“.

### Reformära
In den späten 1970er Jahren begann die Reform- und Öffnungspolitik. In dieser Zeit erweiterte die Kommunistische Partei ihren Tätigkeitsbereich international, und wieder nach dem Massaker auf dem Platz des himmlischen Friedens 1989. Ein Büro ist mit der Handhabung von Hongkong, Macau, Taiwan und Angelegenheiten im Ausland beauftragt und soll Auslandschinesen zur Förderung der Wiedervereinigung einsetzen. In den 1980er und 1990er Jahren sollte das Amt unter dem Namen „Koordinationsamt“ in Hongkong eine Unterstützung für Ein Land, zwei Systeme aufbauen. Die Vereinigte Arbeitsfront wurde kritisch beschrieben, dass sie dazu diene, nicht-kommunistische Vertreter außerhalb Chinas zu benutzen und würde sie „dazu verwenden, um Parteikritiker zu neutralisieren“, manchmal mit Zwang.
John P. Burns, Experte für politische Geschichte Chinas, präsentiert in seinem Buch The Chinese Communist Party’s Nomenklatura System (Das Nomenklatura-System der Kommunistischen Partei Chinas) Auszüge von internen Parteidokumenten, die die Rolle der Vereinigten Arbeitsfront darstellen. Die Vereinigte Arbeitsfront soll „die Einheitsfrontpolitik der Partei besser verwirklichen und patriotische Persönlichkeiten in verschiedenen Bereichen beurteilen und verstehen [...] damit sie ordnungsgemäß eingesetzt werden können, und ihre positive Rolle bei den Vier Modernisierungen vollkommen mobilisiert und mit ins Spiel gebracht werden kann, und um die Rückkehr von Taiwan zum Mutterland zu erreichen, sodass die Sache der Vereinigung des ganzen Landes erfüllt werden kann und um die revolutionäre, patriotische Einheitsfront voranzutreiben und zu festigen“.
Die Vereinigte Arbeitsfront wurde in den Anfangsjahren der kommunistischen Herrschaft eingesetzt, um „zu gewährleisten, dass die Kommunistische Partei Chinas die Aufsicht hat“ über Gruppen, die nicht direkt mit der Partei und der Regierung verbunden waren. Diese Gruppen, darunter auch Nicht-Regierungsorganisationen, wurden unter die Autorität der Vereinigten Arbeitsfront gestellt, dessen Aufgabe es nach der Befreiung im Jahr 1949 war „weiterhin bei der Mobilisierung und dem Zusammenscharen des ganzen Volkes für einen gemeinsamen Kampf mitzuwirken“. Als die Kommunistische Partei Chinas ihren Fokus von der „Massenlinie“ zum „Klassenkampf“ verlagerte, verschwand die wirkliche Einheitsfront. Obwohl die Vereinigte Arbeitsfront noch bestand, ihre Pflichten sich mit allen Kräften für den „gemeinsamen Kampf“ zu vereinen, veränderte sich und das Amt diente hauptsächlich der Führerschaft der Partei und zur „Konsolidierung der Proletarischen Diktatur“, laut Zhang Ye, dem Fellow des Brookings Institutes.

## Geschäfte und Zugehörigkeiten
Die Vereinigte Arbeitsfront des Zentralkomitees der Kommunistischen Partei und der Staatsrat ist die direkteste Verbindung zwischen der Führung der Kommunistischen Partei und den Minderheiten in China. Die Vereinigte Arbeitsfront nutzt zu diesem Zweck die Politische Konsultativkonferenz des chinesischen Volkes.

## Struktur
Die Vereinigte Arbeitsfront (Volksrepublik China) besteht aus acht kleineren politischen Parteien und dem Allchinesischen Industrie- und Handelsverband. Die Vereinigte Arbeitsfront hält eine enge Beziehung mit der Staatsverwaltung für religiöse Angelegenheiten aufrecht, die die fünf offiziell sanktionierten Religionen überwacht, und spielt eine aktive Rolle bei der Verwaltung ethnischer und religiöser Minderheiten, vor allem in Tibet.

## Geschäfte im Ausland
Einige Geheimdienste anderer Staaten haben der Vereinigten Arbeitsfront eine unangemessene Einmischung in die inneren Angelegenheiten anderer Nationen vorgeworfen. Im Buch Nest of Spies: The Startling Truth about Foreign Agents at Work Within Canada’s Borders (Spionennest: Die alarmierende Wahrheit über ausländische Agenten bei der Arbeit innerhalb Kanadas Grenzen), behaupten de Pierrebourg und Juneau-Katsuya, dass die Vereinigte Arbeitsfront „wichtige Dossiers für das Ausland verwaltet. Dazu gehören Propaganda, die Kontrolle über chinesische Studenten im Ausland, die Rekrutierung von Agenten unter der chinesischen Diaspora (und unter wohlwollenden Ausländern) und langfristige heimliche Operationen“. Im Jahr 2007 erhöhte die Kommunistische Partei das Budget der Vereinigte Arbeitsfront um drei Millionen Dollar, um Chinas „weiche Macht“ im Ausland weiter zu verstärken.